# 투트어현
투트어현(베트남어: Huyện Thủ Thừa / 縣守承)은 베트남 메콩강 삼각주 롱안성의 현이다.

## 행정 구역
투트어현은 1시진, 9사를 관할하고 있다.

### 시진
- 투트어 시진 (Thị trấn Thủ Thừa, 守承市鎭)

### 사
- 빈안 사 (Xã Bình An, 平安社)
- 빈투안 사 (Xã Bình Thạnh, 平盛社)
- 롱탕니 사 (Xã Long Thạnh, 隆盛社)
- 롱투언 사 (Xã Long Thuận, 隆順社)
- 미안 사 (Xã Mỹ An, 美安社)
- 미락 사 (Xã Mỹ Lạc, 美樂社)
- 미푸 사 (Xã Mỹ Phú, 美富社)
- 미타인 사 (Xã Mỹ Thạnh, 美盛社)
- 니타인 사 (Xã Nhị Thành, 二城社)
- 떤롱 사 (Xã Tân Long, 新隆社)
- 떤타인 사 (Xã Tân Thành, 新城社)